# Mallu Magalhães (álbum)
Mallu Magalhães é o álbum de estreia da cantora de folk rock Mallu Magalhães, lançado no dia 15 de novembro de 2008. Foi considerado pela revista Rolling Stone o segundo melhor álbum nacional daquele ano, com J1 e Tchubaruba na lista das 25 melhores faixas.

## Faixas
1. "You Know You've Got"
2. "Don't You Look Back"
3. "Tchubaruba"
4. "O Preço da Flor"
5. "Town of Rock'n'Roll"
6. "Her Day Will Come"
7. "Angelina, Angelina"
8. "J1"
9. "Get to Denmark"
10. "Vanguart"
11. "Dry Freezing Tongue"
12. "Sualk"
13. "Noil"
14. "It Takes Two to Tango"